# Callinico (nome)
Callinico  è un nome proprio di persona italiano maschile.

## Varianti
- Femminili: Callinica[1], Callinice

### Varianti in altre lingue
- Catalano: Calínic[4], Cal·línic[4]
- Francese: Callinique
- Galiziano: Calinico
- Greco antico: Καλλίνικος (Kallinikos)[5]
  - Femminili: Καλλινίκη (Kallinike)[5]
- Greco moderno: Καλλίνικος (Kallinikos)
- Latino: Callinicus[1]
  - Femminili: Callinica[1]
- Polacco: Kallinik
- Portoghese: Calínico
- Rumeno: Callinic
- Russo: Каллиник (Kallinik)
- Serbo: Калиник  (Kalinik)
- Spagnolo: Calínico[4]
- Ungherese: Kallinikosz

## Origine e diffusione
Deriva dal nome greco Καλλίνικος (Kallinikos), composto da καλλος (kallos, "bellezza") e νικη (nike, "vittoria"), con il possibile significato complessivo di "egregio vincitore", "vincitore glorioso" o "che ottiene buona vittoria", "bel vincitore". Entrambi sono termini ben diffusi nell'onomastica greca: il primo si ritrova anche in Callimaco, Calimero, Calliope, Callisto e Calogero, il secondo in Nicola, Andronico, Cleonico, Berenice/Veronica, Eunice e Niceforo.
Il nome era anticamente usato come appellativo anche per svariate figure mitologiche, inclusi Eracle e Apollo.

## Onomastico
L'onomastico si può festeggiare in memoria di più santi, alle date seguenti:
- 22 marzo, san Callinico, martire in Galazia con santa Basilissa[6]
- 29 luglio, san Callinico, martire a Gangra[4][6]
- 6 novembre, san Callinico, soldato, martire con altri compagni a Gerusalemme sotto i Saraceni[6]
- 14 dicembre, san Callinico, martire ad Apolloniade in Bitinia sotto Decio[6][7]

## Persone
- Callinico, esarca di Ravenna
- Callinico I, patriarca di Costantinopoli

### Variante Kallinikos
- Kallinikos Kreangka, tennistavolista greco